# Барак-хан
Гіяс ад-Дін Барак-хан (*д/н — 1271) — 6-й хан Чагатайського улусу в 1266—1271 роках.

## Життєпис
Походив з династії Чингізидів. Син Єсен-Тоа та онук Мутугена (сина Чагатая). У 1251 році його батька страчено за участь у повстанні проти великого кагана Мунке. Згодом разом з братами виховувався в Каракорумі. Потім перебрався до Китаю, де мешкав при дворі імператора Хубілая. У 1266 році останній надав йому підтримку у боротьбу за владу в Чагатайському улусі. На той час там помер впливовий хан Алгу. барак-хан доволі швидко підкорив улус, оскільки війська суперника Мубарак-шаха перейшли на його бік.
Доволі швидко новий хан виявив самостійність. Вже у 1267 році рушив до Кашгарії, яку частково захопив. У боротьбі з військами Хубілая, що володіли важливим містом Хотан барак-хан виявив наполегливість, завдавши тим поразки й зруйнувавши хотанські мури. Цьому сприяла боротьба Хубілая з Хайду. Тому великий хан у 1268 році прислав посольство щодо встановлення миру з Чагатайським улусом.
Втім 1268 року Хайду рушив проти Барак-хана, намагаючись підкорити улус. Але війська першого завдали поразки Хайду в битві біля річки Яксерт. Але потім, отримав від хана Золотої Орди Менгу-Тимура підтримку у 50 тис. вояків. Барак рушив назустріч Хайду і потрапив у пастку біля Худжанду, де зазнав нищівної поразки. Барак-хан втік спочатку до Самарканду, а потім Бухари. Поки йшли приготування до нової війни Хайду через Кипчака, сина Кадана, передав пропозицію Барак-хану стосовно встановлення миру.
Навесні 1269 року був скликаний курултай в Катванському степу (поблизу Самарканда), де сталося святкування. Сім днів хани бенкетували. На восьмий день почалися перемовини під головуванням Хайду. Барак зажадав, щоб йому, як законному наступникові Чагатая, був відведені володіння, які могли б прогодувати його армію. Зрештою за ним закріпили дві третини території Мавераннахра, а іншою частиною повинні були спільно володіти Хайду і Менгу-Тимур. Тепер верховенство в новому устрої в Чагатайському улусі, встановленому курултаем, належало Хайду.
Втім Барак-хан був невдоволений угодою, особливо з огляду на намагання Менгу-Тимура захопити частини Трансоксіани. У 1269 році домовився з Хайду щодо вторгнення до Персії, де правила династія Ільханів. Втім не всі військовики та беки Барак-хана підтримували цю ідею. Зрештою у 1270 році від вдерся до Хорасану, захопивши більшу його на частину. На бік Барак-хана перейшла Нікудерійська орда, що контролювала Кандагар. Але Барак-хана залишив Кипчак, який вступив у конфлікт з іншими чагатайськими військовиками. Внаслідок цього 22 липня того ж року Барак-хан зазнав поразки у битві при Гераті від Абаки-хана, відступивши до Бухари. Під час цього Барак-хан зазнав ушкодження, залишившись до кінця життя кульгавим.
Після повернення Барак-хан прийняв іслам. В Мавераннахрі проти барак-хана повстали Кипчак і Чабат, яких підтримав колишній хан мубарак-шах. Проте Барак-хану вдалося перемогти їх. Скориставшись протистоянням, до Трансоксіони вдерся Хайду. Під час перемовин з Барак-ханом той раптово помер, ймовірно, його було отруєно. Владу повністю перебрав Хайду.

## Родина
- Дува, хан у 1282—1301 роках